# Simulium wirthi
Simulium wirthi är en tvåvingeart som beskrevs av Peterson och Craig 1997. Simulium wirthi ingår i släktet Simulium och familjen knott.
Artens utbredningsområde är New Mexico. Inga underarter finns listade i Catalogue of Life.